# Shanghai Masters 2024 - Qualificazioni singolare
Le qualificazioni del singolare del Shanghai Masters 2024 sono state un torneo di tennis preliminare per accedere alla fase finale della manifestazione. I vincitori dell'ultimo turno sono entrati di diritto nel tabellone principale. In caso di ritiro di uno o più giocatori aventi diritto a questi sono subentrati i lucky loser, ossia i giocatori che hanno perso nell'ultimo turno ma che avevano una classifica più alta rispetto agli altri partecipanti sconfitti comunque nel turno finale.

## Teste di serie
1. Yannick Hanfmann (primo turno)
2. Aleksandar Vukic (qualificato)
3. Adam Walton (ultimo turno)
4. Borna Ćorić (primo turno)
5. Michail Kukuškin (primo turno, ritirato)
6. Denis Shapovalov (qualificato)
7. Mattia Bellucci (qualificato)
8. Billy Harris (ultimo turno, lucky loser)
9. Gabriel Diallo (qualificato)
10. Maximilian Marterer (primo turno)
11. Otto Virtanen (primo turno)
12. Tseng Chun-hsin (primo turno)

1. Lloyd Harris (ritirato)
2. Zachary Svajda (qualificato)
3. Yasutaka Uchiyama (primo turno)
4. Marco Trungelliti (ultimo turno)
5. Aslan Karacev (ultimo turno)
6. Ugo Blanchet (primo turno)
7. Hong Seong-chan (ultimo turno)
8. Mitchell Krueger (ultimo turno)
9. Shintaro Mochizuki (primo turno)
10. Alejandro Moro Cañas (ultimo turno)
11. Térence Atmane (qualificato)
12. Sho Shimabukuro (ultimo turno, ritirato)

## Qualificati
1. Daniel Evans
2. Aleksandar Vukic
3. Térence Atmane
4. Ramkumar Ramanathan
5. Li Tu
6. Denis Shapovalov

1. Mattia Bellucci
2. Beibit Žukaev
3. Gabriel Diallo
4. Jahor Herasimaŭ
5. Yosuke Watanuki
6. Zachary Svajda

### Lucky loser
1. Billy Harris

## Tabellone

### Legenda
| - Q = Qualificato - WC = Wild card - LL = Lucky loser | - ALT = Alternate - SE = Special Exempt - PR = Protected Ranking | - w/o = Walkover - r = Ritirato - d = Squalificato |

### Sezione 1
|  | Primo turno | Primo turno       | Primo turno      | Primo turno | Primo turno |  |  | Ultimo turno | Ultimo turno | Ultimo turno | Ultimo turno | Ultimo turno |  |
|  |             |                   |                  |             |             |  |  |              |              |              |              |              |  |
|  | 1           | Yannick Hanfmann  | Yannick Hanfmann | 61          | 4           |  |  |              |              |              |              |              |  |
|  |             | Alex Bolt         | Alex Bolt        | 7           | 6           |  |  |              | Alex Bolt    | 2            | 6            | 5            |  |
|  |             | Daniel Evans      | 65               | 6           | 6           |  |  |              | Daniel Evans | 6            | 1            | 7            |  |
|  | 15          | Yasutaka Uchiyama | 7                | 1           | 4           |  |  |              |              |              |              |              |  |

### Sezione 2
|  | Primo turno | Primo turno      | Primo turno      | Primo turno | Primo turno |  |  | Ultimo turno | Ultimo turno     | Ultimo turno     | Ultimo turno | Ultimo turno |  |
|  |             |                  |                  |             |             |  |  |              |                  |                  |              |              |  |
|  | 2           | Aleksandar Vukic | Aleksandar Vukic | 6           | 7           |  |  |              |                  |                  |              |              |  |
|  |             | Maxime Cressy    | Maxime Cressy    | 4           | 63          |  |  | 2            | Aleksandar Vukic | Aleksandar Vukic | 6            | 6            |  |
|  |             | Dalibor Svrčina  | Dalibor Svrčina  | 5           | 5           |  |  | 20           | Mitchell Krueger | Mitchell Krueger | 4            | 4            |  |
|  | 20          | Mitchell Krueger | Mitchell Krueger | 7           | 7           |  |  |              |                  |                  |              |              |  |

### Sezione 3
|  | Primo turno | Primo turno      | Primo turno      | Primo turno | Primo turno |  |  | Ultimo turno | Ultimo turno   | Ultimo turno | Ultimo turno | Ultimo turno |  |
|  |             |                  |                  |             |             |  |  |              |                |              |              |              |  |
|  | 3/WC        | Adam Walton      | Adam Walton      | 6           | 7           |  |  |              |                |              |              |              |  |
|  |             | Maks Kaśnikowski | Maks Kaśnikowski | 1           | 68          |  |  | 3/WC         | Adam Walton    | 7            | 4            | 4            |  |
|  | WC          | Te Rigele        | Te Rigele        | 4           | 62          |  |  | 23           | Térence Atmane | 64           | 6            | 6            |  |
|  | 23          | Térence Atmane   | Térence Atmane   | 6           | 7           |  |  |              |                |              |              |              |  |

### Sezione 4
|  | Primo turno | Primo turno         | Primo turno | Primo turno | Primo turno |  |  | Ultimo turno | Ultimo turno        | Ultimo turno        | Ultimo turno | Ultimo turno |  |
|  |             |                     |             |             |             |  |  |              |                     |                     |              |              |  |
|  | 4           | Borna Ćorić         | 7           | 1           | 69          |  |  |              |                     |                     |              |              |  |
|  | WC          | Sun Fajing          | 65          | 6           | 7           |  |  | WC           | Sun Fajing          | Sun Fajing          | 2            | 4            |  |
|  | Alt         | Ramkumar Ramanathan | 6           | 4           | 6           |  |  | Alt          | Ramkumar Ramanathan | Ramkumar Ramanathan | 6            | 6            |  |
|  | 18          | Ugo Blanchet        | 4           | 6           | 4           |  |  |              |                     |                     |              |              |  |

### Sezione 5
|  | Primo turno | Primo turno        | Primo turno        | Primo turno | Primo turno |  |  | Ultimo turno | Ultimo turno | Ultimo turno | Ultimo turno | Ultimo turno |  |
|  |             |                    |                    |             |             |  |  |              |              |              |              |              |  |
|  | 5           | Michail Kukuškin   | Michail Kukuškin   | 5           | 2r          |  |  |              |              |              |              |              |  |
|  |             | Li Tu              | Li Tu              | 7           | 4           |  |  |              | Li Tu        | Li Tu        | 6            | 6            |  |
|  | WC          | Xiao Linang        | Xiao Linang        | 6           | 6           |  |  | WC           | Xiao Linang  | Xiao Linang  | 2            | 2            |  |
|  | 21          | Shintaro Mochizuki | Shintaro Mochizuki | 2           | 3           |  |  |              |              |              |              |              |  |

### Sezione 6
|  | Primo turno | Primo turno      | Primo turno      | Primo turno | Primo turno |  |  | Ultimo turno | Ultimo turno     | Ultimo turno | Ultimo turno | Ultimo turno |  |
|  |             |                  |                  |             |             |  |  |              |                  |              |              |              |  |
|  | 6           | Denis Shapovalov | Denis Shapovalov | 6           | 6           |  |  |              |                  |              |              |              |  |
|  |             | Hsu Yu-hsiou     | Hsu Yu-hsiou     | 3           | 3           |  |  | 6            | Denis Shapovalov | 4            | 3            |              |  |
|  |             | Denis Evseev     | 7                | 4           | 1           |  |  | 24           | Sho Shimabukuro  | 6            | 1            | r            |  |
|  | 24          | Sho Shimabukuro  | 6                | 6           | 6           |  |  |              |                  |              |              |              |  |

### Sezione 7
|  | Primo turno | Primo turno     | Primo turno     | Primo turno | Primo turno |  |  | Ultimo turno | Ultimo turno    | Ultimo turno    | Ultimo turno | Ultimo turno |  |
|  |             |                 |                 |             |             |  |  |              |                 |                 |              |              |  |
|  | 7           | Mattia Bellucci | Mattia Bellucci | 7           | 7           |  |  |              |                 |                 |              |              |  |
|  |             | Yūta Shimizu    | Yūta Shimizu    | 5           | 62          |  |  | 7            | Mattia Bellucci | Mattia Bellucci | 7            | 6            |  |
|  |             | Aziz Dougaz     | 7               | 4           | 4           |  |  | 17           | Aslan Karacev   | Aslan Karacev   | 63           | 1            |  |
|  | 17          | Aslan Karacev   | 62              | 6           | 6           |  |  |              |                 |                 |              |              |  |

### Sezione 8
|  | Primo turno | Primo turno   | Primo turno   | Primo turno | Primo turno |  |  | Ultimo turno | Ultimo turno  | Ultimo turno | Ultimo turno | Ultimo turno |  |
|  |             |               |               |             |             |  |  |              |               |              |              |              |  |
|  | 8           | Billy Harris  | Billy Harris  | 6           | 6           |  |  |              |               |              |              |              |  |
|  |             | Vadym Ursu    | Vadym Ursu    | 2           | 4           |  |  | 8            | Billy Harris  | 5            | 6            | 4            |  |
|  |             | Beibit Žukaev | Beibit Žukaev | 6           | 6           |  |  |              | Beibit Žukaev | 7            | 2            | 6            |  |
|  | Alt         | Kris van Wyk  | Kris van Wyk  | 3           | 2           |  |  |              |               |              |              |              |  |

### Sezione 9
|  | Primo turno | Primo turno       | Primo turno       | Primo turno | Primo turno |  |  | Ultimo turno | Ultimo turno      | Ultimo turno      | Ultimo turno | Ultimo turno |  |
|  |             |                   |                   |             |             |  |  |              |                   |                   |              |              |  |
|  | 9           | Gabriel Diallo    | Gabriel Diallo    | 6           | 7           |  |  |              |                   |                   |              |              |  |
|  |             | Benjamin Hassan   | Benjamin Hassan   | 0           | 63          |  |  | 9            | Gabriel Diallo    | Gabriel Diallo    | 6            | 7            |  |
|  | WC          | Cui Jie           | Cui Jie           | 4           | 2           |  |  | 16           | Marco Trungelliti | Marco Trungelliti | 3            | 5            |  |
|  | 16          | Marco Trungelliti | Marco Trungelliti | 6           | 6           |  |  |              |                   |                   |              |              |  |

### Sezione 10
|  | Primo turno | Primo turno          | Primo turno          | Primo turno | Primo turno |  |  | Ultimo turno | Ultimo turno         | Ultimo turno | Ultimo turno | Ultimo turno |  |
|  |             |                      |                      |             |             |  |  |              |                      |              |              |              |  |
|  | 10          | Maximilian Marterer  | 64                   | 6           | 3           |  |  |              |                      |              |              |              |  |
|  |             | Jahor Herasimaŭ      | 7                    | 4           | 6           |  |  |              | Jahor Herasimaŭ      | 63           | 6            | 7            |  |
|  |             | Alibek Kačmazov      | Alibek Kačmazov      | 3           | 2           |  |  | 22           | Alejandro Moro Cañas | 7            | 3            | 6            |  |
|  | 22          | Alejandro Moro Cañas | Alejandro Moro Cañas | 6           | 6           |  |  |              |                      |              |              |              |  |

### Sezione 11
|  | Primo turno | Primo turno     | Primo turno     | Primo turno | Primo turno |  |  | Ultimo turno | Ultimo turno    | Ultimo turno    | Ultimo turno | Ultimo turno |  |
|  |             |                 |                 |             |             |  |  |              |                 |                 |              |              |  |
|  | 11          | Otto Virtanen   | 7               | 2           | 0           |  |  |              |                 |                 |              |              |  |
|  | PR          | Yosuke Watanuki | 64              | 6           | 6           |  |  | PR           | Yosuke Watanuki | Yosuke Watanuki | 6            | 7            |  |
|  |             | Illja Marčenko  | Illja Marčenko  | 65          | 4           |  |  | 19           | Hong Seong-chan | Hong Seong-chan | 2            | 5            |  |
|  | 19          | Hong Seong-chan | Hong Seong-chan | 7           | 6           |  |  |              |                 |                 |              |              |  |

### Sezione 12
|  | Primo turno | Primo turno     | Primo turno    | Primo turno | Primo turno |  |  | Ultimo turno | Ultimo turno   | Ultimo turno   | Ultimo turno | Ultimo turno |  |
|  |             |                 |                |             |             |  |  |              |                |                |              |              |  |
|  | 12          | Tseng Chun-hsin | 4              | 6           | 5           |  |  |              |                |                |              |              |  |
|  |             | Bai Yan         | 6              | 3           | 7           |  |  |              | Bai Yan        | Bai Yan        | 2            | 2            |  |
|  |             | Wu Tung-lin     | Wu Tung-lin    | 0           | 1           |  |  | 14           | Zachary Svajda | Zachary Svajda | 6            | 6            |  |
|  | 14          | Zachary Svajda  | Zachary Svajda | 6           | 6           |  |  |              |                |                |              |              |  |